# Gloria Gaynor
Gloria Fowles (Newark, Nueva Jersey, 7 de septiembre de 1943), conocida por su nombre artístico Gloria Gaynor, es una cantante de música disco y soul estadounidense. Sus éxitos más conocidos son «Never Can Say Goodbye» (1974), «I Will Survive» (1978) y «I Am What I Am» (1983).

## Biografía

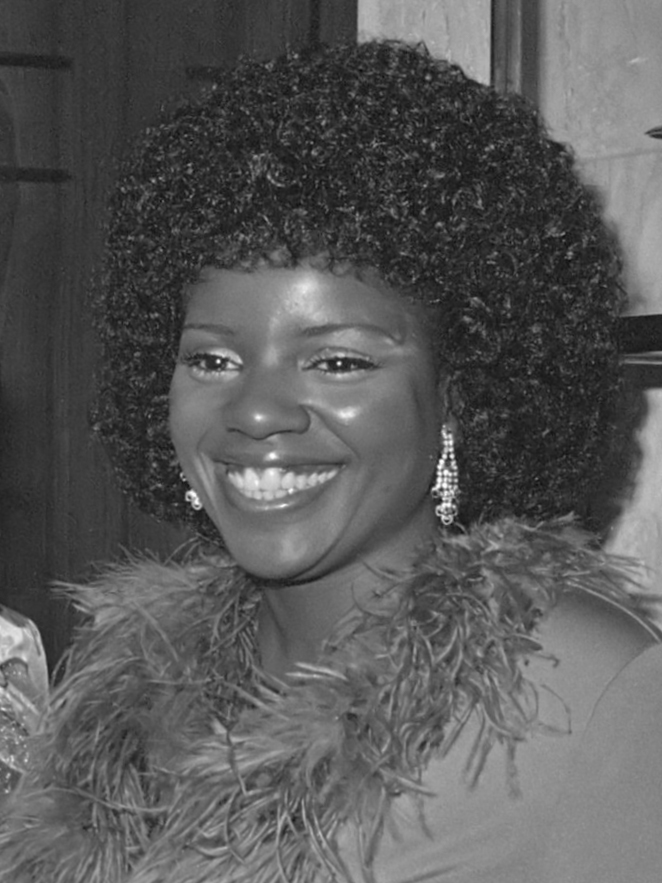
Gloria Gaynor en 1976

Gloria Gaynor nació el 7 de septiembre de 1943 en Newark, ciudad del estado de Nueva Jersey. Empieza su carrera con la banda Soul Satisfiers durante los años 1960. Su primer single se edita en 1965 bajo el título «She'll Be Sorry / Let Me Go, Baby».
Al lado del productor Meco Monardo, se convierte en una de las máximas divas de la era disco, gracias a arreglos tomados del sonido Philadelphia Soul de artistas como The O'Jays y M.F.S.B. Y llega su mayor éxito: «I Will Survive» (que en español significa "Sobreviviré"). Por primera vez, la letra de una canción se escribe desde el punto de vista de una mujer, arremetiendo a su examante con que ella ya es libre y puede seguir adelante sin él. La canción se convirtió en un himno de la liberación femenina y hoy en día sigue sonando con fuerza en discotecas y karaokes. 
Su otro gran éxito fue una versión de The Jackson 5: «Never Can Say Goodbye» («Nunca puedo decir adiós»). Sería versionado con enorme éxito nuevamente por Jimmy Sommerville, líder del grupo The Communards.
Su tercer gran éxito, «I Am What I Am» («Soy lo que soy») se convertiría en himno llenos de frases y palabras motivadoras, dice Gaynor que no le gusta cantar canciones tristes.
En febrero de 1980 se presentó en el XXI Festival Internacional de la Canción de Viña del Mar con gran éxito debido a la inclusión de sus éxitos en español. No obstante, la presentación estuvo marcada por un llamado de atención que hizo al público asistente, ya que estos habían encendido antorchas en modo de agradecimiento al show. Gaynor manifestó que había que cuidar a los amigos, refiriéndose a los árboles del bosque aledaño a la Quinta Vergara.
Gloria Gaynor encabeza éxito tras éxito y se convierte en la reina de las pistas de baile durante 20 años. Su música traspasa fronteras y Europa se rinde a ella. Grabó versiones de éxitos del cine, como «The Eye of the Tiger» (de Rocky III) y «The Heat is On» de Superdetective en Hollywood, originalmente grabada por Glenn Frey, de los Eagles. También hizo un cameo en la serie de televisión That 70's Show interpretando su famoso «I Will Survive».
Hoy en día la popularidad de Gloria Gaynor parece haber disminuido, aunque sus canciones continúan siendo reconocidas por el público y una de ellas forma parte de las 100 más imprescindibles según la revista Rolling Stone. En 2005 fue incluida en el Salón de la Fama de la Música Dance.
En 2008 a los 65 años, Gloria grabó una canción a dúo con Miguel Bosé para el álbum de duetos Papito y ofreció varias actuaciones en España. La canción elegida fue un éxito de Bosé, «Hacer por hacer».
Gaynor se convirtió al cristianismo y tiempo después lanzó un álbum de música góspel titulado We Will Survive (Sobreviviremos), título que posteriormente llevó su libro homónimo publicado en 2014.

## Discografía

### Álbumes de estudio
- 1974 1975: Never Can Say Goodbye (MGM - US Pop #25, US R&B #21
- 1975: Experience Gloria Gaynor (MGM) - US Pop #64, US R&B #32
- 1976: I've Got You (Polydor) - US Pop #107, US R&B #40
- 1977: Glorious (Polydor) - US Pop #183
- 1978: Park Avenue Sound (Polydor)
- 1978: Love Tracks (Polydor) - US Pop #4, US R&B #4
- 1979: I Have a Right (Polydor) - US Pop #58, US R&B #56
- 1980: Stories - US Pop #178
- 1981: I Kinda Like Me (Polydor)
- 1983: Gloria Gaynor (Ecstacy)
- 1984: I Am Gloria Gaynor (Chrysalis)
- 1986: The Power of Gloria Gaynor (Stylus)
- 1990: Gloria Gaynor '90
- 1992: Love Affair
- 1995: I'll Be There (Radikal)
- 1997: The Answer (Florical)
- 2002: I Wish You Love (Bell)
- 2005: Live! At John J. Burns Town Park (Instant Live)
- 2007: Christmas Presence (Glolo)
- 2008: Ao Vivo - Festival de Verao Salvador (Som Livre)
- 2013: We Will Survive (Glolo, LLC)
- 2019: Testimony (Gaither Music Group)

### Compilaciones
- 1977 - The Best of Gloria Gaynor
- 1982 - Greatest Hits
- 1995 - I'll Be There
- 1994 - Reach Out
- 1998 - I Will Survive: The Anthology
- 1998 - The Gloria Gaynor Album
- 2000 - 20th Century Masters: The Millennium Collection: The Best of Gloria Gaynor
- 2001 - Ten Best: The Millennium Versions
- 2002 - I Will Survive
- 2006 - All The Hits Remixed
- Universal Masters Collection

### Sencillos
| 1974                              | "Honey Bee"                         | -  | 55 | -  | -  | -  |
| 1974                              | "Never Can Say Goodbye"             | 9  | 34 | 1  | -  | 2  |
| 1975                              | "Reach Out I'll Be There"           | 60 | -  | -  | -  | 14 |
| 1975                              | "Real Good People"                  | -  | -  | 6  | -  | -  |
| 1975                              | "Walk on By"                        | 98 | -  | 8  | -  | -  |
| 1975                              | "All I Need Is Your Sweet Lovin'"   | -  | -  | -  | -  | 44 |
| 1975                              | "Casanova Brown"                    | -  | -  | 1  | -  | -  |
| 1975                              | "(If You Want It) Do It Yourself"   | 98 | 24 | -  | -  | -  |
| 1975                              | "How High the Moon"                 | 75 | 73 | -  | -  | 33 |
| 1976                              | "Let's Make a Deal"                 | -  | 95 | -  | -  | -  |
| 1978                              | "I Will Survive"                    | 1  | 4  | 1  | -  | 1  |
| 1978                              | "Substitute"                        | -  | 78 | -  | -  | -  |
| 1979                              | "Anybody Want to Party"             | -  | 16 | -  | -  | -  |
| 1979                              | "Let Me Know (I Have a Right)"      | 42 | -  | -  | -  | 32 |
| 1980                              | "Tonight"                           | -  | -  | -  | -  | -  |
| 1981                              | "Let's Mend What's Been Broken"     | -  | 76 | -  | -  | -  |
| 1983                              | "I Am What I Am"                    | -  | 82 | -  | -  | 13 |
| 1984                              | "Strive"                            | -  | -  | -  | -  | 86 |
| 1985                              | "My Love Is Music"                  | -  | -  | -  | -  | -  |
| 1987                              | "Be Soft with Me Tonight"           | -  | -  | -  | -  | 80 |
| 1993                              | "I Will Survive" (remix)            | -  | -  | -  | -  | 5  |
| 1997                              | "Mighty High" (with The Trammps)    | -  | -  | 12 | -  | -  |
| 1998                              | "Never Can say Goodbye" (Remix)     | -  | -  | -  | -  | -  |
| 2000                              | "Last Night"                        | -  | -  | -  | -  | 67 |
| 2000                              | "Just Keep Thinking About You"      | -  | -  | 1  | -  | 99 |
| 2002                              | "I Never Knew"                      | -  | -  | 1  | 30 | -  |
| 2006                              | "The Power of a Woman In Love"      | -  | -  | -  | -  | -  |
| 2008                              | "Hacer Por Hacer" (con Miguel Bosé) | -  | -  | -  | -  | -  |
| "-" denota que no entró en listas |                                     |    |    |    |    |    |